# Colle des Aravis
Il Colle des Aravis (1.486 m s.l.m.) è un valico alpino tra i dipartimenti francesi della Savoia e dell'Alta Savoia. Si trova nelle Catena des Aravis. Il colle separa il comune di La Clusaz (nell'Alta Savoia) dal comune di La Giettaz (nella Savoia). Il colle è percorso dalla Route des Grandes Alpes.

## Ciclismo
Il colle è stato percorso 39 volte dal Tour de France.
Di seguito viene riportato l'elenco dei ciclisti che arrivarono per primi al colle:
- 1911: Émile Georget  Francia e Paul Duboc  Francia
- 1912: Eugène Christophe  Francia
- 1913: Marcel Buysse  Belgio
- 1914: Philippe Thys  Belgio
- 1919: Honoré Barthélémy  Francia
- 1920: Firmin Lambot  Belgio
- 1921: Léon Scieur  Belgio
- 1922: Émile Masson  Belgio
- 1923: Henri Pélissier  Francia
- 1924: Giovanni Brunero  Italia
- 1925: Ottavio Bottecchia  Italia
- 1926: Omer Huyse  Belgio
- 1927: Charles Martinet  Svizzera
- 1928: Julien Moineau  Francia
- 1929: Nicolas Frantz  Lussemburgo
- 1930: Marcel Mazeyrat  Francia
- 1931: Antonin Magne  Francia
- 1932: Joseph Demuysere  Belgio
- 1933: Alfons Schepers  Belgio
- 1934: Félicien Vervaecke  Belgio
- 1935: René Vietto  Francia
- 1936: Federico Ezquerra  Spagna
- 1937: Gino Bartali  Italia
- 1948: Gino Bartali  Italia
- 1955: Charly Gaul  Lussemburgo
- 1960: Fernando Manzaneque  Spagna
- 1968: Barry Hoban  Regno Unito
- 1975: Lucien Van Impe  Belgio
- 1980: Ludo Loos  Belgio
- 1982: Marino Lejarreta  Spagna
- 1983: Jacques Michaud  Francia
- 1984: Robert Millar  Regno Unito
- 1987: Eduardo Chozas  Spagna
- 1990: Thierry Claveyrolat  Francia
- 1991: Thierry Claveyrolat  Francia
- 2000: Marco Pantani  Italia
- 2002: Mario Aerts  Belgio
- 2006: Patrice Halgand  Francia
- 2010: Jérôme Pineau  Francia